# El Pujol (Castellar de la Ribera)
El Pujol és una masia del municipi de Castellar de la Ribera, a la comarca catalana del Solsonès. Es té constància de la masia des de l'any 1200.
Ubicada a la punta oest d'un planell, a 746 metres d'alçada., a l'oest de la masia de Bajona. Direcció oest, el planell davalla cap a la rasa del Pujol, que la separa del Serrat de Vilaginés.